# Koza dunajska
Koza dunajska (Cobitis elongatoides) – gatunek słodkowodnej ryby z rodziny piskorzowatych (Cobitidae). 

## Występowanie
Dunaj i Argeș w Rumunii, w górnej części zlewni Łaby oraz górnej i środkowej zlewni Odry.

## Opis
Gatunek bardzo podobny pod względem cech morfologicznych i biologicznych do kozy pospolitej (Cobitis taenia). Z innymi gatunkami z rodzaju Cobitis wchodzi w interakcje rozrodcze tworząc hybrydy. Część z nich stanowi linie samicze o klonalnym (gynogenetycznym) sposobie rozmnażania. Wszystkie znane obecnie populacje kozy dunajskiej w Polsce składają się z współwystępujących osobników płciowych i samic klonalnych. 
W Polsce gatunek ten został odkryty w środkowym dorzeczu Odry (dopływ Baryczy) dzięki badaniom cytogenetycznym. Później opisano jego cechy morfologiczne i szczegółową charakterystykę genetyczną. Podlegał w Polsce ścisłej ochronie gatunkowej; od 2014 r. status ochrony zmieniono na częściową.